# Petrophila cappsi
Espèce
Synonymes
- Parargyractis cappsi Lange, 1956[2]

Petrophila cappsi est une espèce de lépidoptères (papillons) de la famille des Crambidae. 

## Systématique
L'espèce Petrophila cappsi a été initialement décrite en 1956 par l'entomologiste américain William Harry Lange (d) (1912-2004) sous le protonyme de Parargyractis cappsi,.

## Répartition
On la trouve en Amérique du Nord, où elle a été signalée en Arizona.